# Typhonium bulbiferum
Typhonium bulbiferum är en kallaväxtart som beskrevs av Nicol Alexander Dalzell. Typhonium bulbiferum ingår i släktet Typhonium och familjen kallaväxter. Inga underarter finns listade.